# スッチーヴォ
スッチーヴォ（伊: Succivo）は、イタリア共和国カンパニア州カゼルタ県にある、人口約8,800人の基礎自治体（コムーネ）。

## 地理

### 位置・広がり

#### 隣接コムーネ
隣接するコムーネは以下の通り。
- チェーザ
- グリチニャーノ・ディ・アヴェルサ
- マルチャニーゼ
- オルタ・ディ・アテッラ
- サンタルピーノ

### 気候分類・地震分類
スッチーヴォにおけるイタリアの気候分類 (it) および度日は、zona C, 1191 GGである。
また、イタリアの地震リスク階級 (it) では、zona 2 (sismicità media) に分類される。

## 行政

### 分離集落
スッチーヴォには、以下の分離集落（フラツィオーネ）がある。
- Casapozzano, Popone, Teverolaccio